# 설곡시고
《설곡시고》(雪谷詩藁)는 서울특별시 중구에 있는 고려시대의 목판본 책이다. 고려 후기 문신이었던 정포(鄭誧 1309∼1347)의 개인 시집이다. 1981년 3월 18일 대한민국의 보물 제709호로 지정되었다.

## 개요
정포는 문과에 급제하여 좌사의대부의 벼슬을 지냈으나 37세의 나이로 목숨을 다하였다. 시와 글짓기에 뛰어났으며, 글씨로도 이름이 높았다.
시집에는 이제현(李齊賢)과 이색(李穡)의 서(序)가 있었는데 이 책에는 첫머리의 6장이 떨어져서 서(序)의 부분이 다 없어졌으나 『익재난고(益齋亂稿)』와 『목은문고(牧隱文稿)』에 다 실려 있으므로 그 내용을 알 수 있으며, 책 끝에 안동대도호부사 이방한(安東大都護府使 李邦翰)의 발(跋)에 의하면 포(誧)의 아들인 공권(公權)(초명:추(初名:樞))이 선친의 유고를 정리하여 굉찬사(宏贊師)에 부착하여 고려 우왕(禑王) 2년(1376)에 판각한 것에서 찍은 후쇄본(後刷本)이다.
책머리 서문 다음에 정포의 시와 글씨 등이 1, 2권으로 나누어 수록되어 2권 1책으로 만들어졌다. 책끝에는 이방한이 쓴 발문에 홍무(洪武)의 무(武)자가 빠져있는데 이것은 고려 혜종의 이름을 피하기 위한 것으로 고려본에서 흔히 보이는 특징의 하나이다. 현재 이 책은 서문에서 본문 6장까지는 누락되어 있는 상태이다.
그의 작품은 고려시대 이색의 글에서 평가하였듯이 간결하고 우아하며 예스러운 것이 특징이다. 하지만 개인 가문에서 발간한 책이라 글자새김이 뛰어나지 못하고, 글자가 많이 깎여 나간 편이며, 인쇄가 깨끗하지 못하다. 그러나 고려 후기에 발간된 시집으로서 희귀본이며, 문헌학 연구와 고려문학 연구에 아주 귀중한 자료이다.

## 참고 자료
- 설곡시고 - 국가유산청 국가유산포털